# Georg Niedermeier
Georg Niedermeier (München, 26 februari 1986) is een Duits voetballer die bij voorkeur als centrale verdediger speelt. Hij verruilde in 2018 SC Freiburg voor Melbourne Victory.

## Clubcarrière
Niedermeier speelde sinds zijn negende bij Bayern München. Op 18 oktober 2003 maakte hij er zijn debuut in het tweede elftal tegen Augsburg. Op 30 januari 2009 werd hij voor 18 maanden uitgeleend aan VfB Stuttgart. Op 1 februari 2010 maakte hij zijn Bundesliga debuut tegen Karlsruher. Door een enkelblessure kwam hij in zijn eerste seizoen bij VfB Stuttgart slechts tot vijf officiële optredens. Op 28 augustus 2009 scoorde hij zijn eerste doelpunt op het hoogste niveau, tegen Borussia Dortmund. Dat seizoen maakte hij ook zijn Champions League debuut tegen Glasgow Rangers. Op 11 februari 2010 tekende hij een definitief contract bij VfB Stuttgart tot juni 2014. Die Roten betaalden 3,5 miljoen euro voor de defensieve versterking. Onder Bruno Labbadia kreeg hij een basisplaats naast de Fransman Matthieu Delpierre. Nadien belandde Delpierre op de bank en sindsdien vormde hij een duo met Serdar Taşçı.
In de zomer van 2016 tekende hij een contract bij SC Freiburg. Daar kwam hij amper aan spelen toe en in juli 2018 tekende hij een contract bij Melbourne uit Australië.

## Clubstatistieken
| Seizoen | Club              | Competitie       | Competitie | Competitie | Beker | Beker | Internationaal | Internationaal | Totaal | Totaal |
| Seizoen | Club              | Competitie       | Wed.       | Dlp.       | Wed.  | Dlp.  | Wed.           | Dlp.           | Wed.   | Dlp.   |
| ------- | ----------------- | ---------------- | ---------- | ---------- | ----- | ----- | -------------- | -------------- | ------ | ------ |
| 2005/06 | Bayern München II | Regionalliga Süd | 28         | 0          | 0     | 0     | —              | —              | 28     | 0      |
| 2006/07 | Bayern München II | Regionalliga Süd | 15         | 0          | 0     | 0     | —              | —              | 15     | 0      |
| 2007/08 | Bayern München II | Regionalliga Süd | 20         | 0          | 0     | 0     | —              | —              | 20     | 0      |
| 2008/09 | Bayern München II | 3. Liga          | 18         | 0          | 0     | 0     | —              | —              | 18     | 0      |
| 2008/09 | VfB Stuttgart     | Bundesliga       | 5          | 0          | 0     | 0     | —              | —              | 5      | 0      |
| 2009/10 | VfB Stuttgart     | Bundesliga       | 12         | 1          | 0     | 0     | 2              | 0              | 14     | 1      |
| 2010/11 | VfB Stuttgart     | Bundesliga       | 29         | 5          | 2     | 0     | 11             | 0              | 40     | 5      |
| 2011/12 | VfB Stuttgart     | Bundesliga       | 17         | 0          | 2     | 0     | —              | —              | 19     | 0      |
| 2012/13 | VfB Stuttgart     | Bundesliga       | 27         | 1          | 6     | 0     | 7              | 1              | 40     | 2      |
| 2013/14 | VfB Stuttgart     | Bundesliga       | 18         | 1          | 1     | 0     | 1              | 0              | 20     | 1      |
| 2014/15 | VfB Stuttgart     | Bundesliga       | 22         | 1          | 0     | 0     | —              | —              | 22     | 1      |
| 2015/16 | VfB Stuttgart     | Bundesliga       | 18         | 3          | 2     | 1     | —              | —              | 20     | 4      |
| 2016/17 | SC Freiburg       | Bundesliga       | 6          | 0          | 1     | 0     | —              | —              | 7      | 0      |
| 2017/18 | SC Freiburg       | Bundesliga       | 4          | 0          | 1     | 0     | —              | —              | 5      | 0      |
| 2018/19 | Melbourne         | A-League         |            |            |       |       |                |                |        |        |
| Totaal  | Totaal            | Totaal           | 239        | 12         | 15    | 1     | 21             | 1              | 270    | 14     |

Bijgewerkt op 24 juli 2018